# 日本知的障害者スポーツ連盟
一般社団法人全日本知的障がい者スポーツ協会（ぜんにほんちてきしょうがいしゃスポーツきょうかい）は、知的発達障害のある人々のスポーツを統括する団体である。日本パラスポーツ協会に加盟している。略称はANISA。前身は2017年に解散したNPO法人日本知的障害者スポーツ連盟。

## 概要
1986年、国際知的障害者スポーツ連盟(INAS-FID) が設立された。この組織は知的障害者選手のエリート競技を支援することを目的としており、「みんなのスポーツ ("sport for all") 」のアプローチを取るスペシャルオリンピックスとは対照的である。
1998年冬季の長野パラリンピックに初めて知的障害者選手のクロスカントリースキー種目のみが採用され、我が国初の知的障害者選手のパラリンピック銀メダリストとなった安彦諭を輩出。その後のパラリンピックにおける知的障害者が参加する競技種目の拡大が期待された。
しかし2000年のシドニーパラリンピックにおいてスペインなどで複数（チーム12名中10名も）の健常者が知的障害クラスのバスケットボール種目に出場し金メダルをさらったという不正行為が発覚し、それ以降は不正行為に関わっていない者であってもINAS-FIDの選手はパラリンピックの全ての正式競技から除名排除された。こうして知的障害者のパラリンピック参加への道は再び閉ざされた。
その後パラリンピックに知的障害者が復帰するための活動が進められ、2012年に至ってようやくロンドンパラリンピックにおいて陸上競技、水泳と卓球の3種目の復活が認められ本連盟から選手団が派遣され水泳において我が国初となる知的障害者のパラリンピック金メダリストである田中康大を生んだ。
だが次のソチパラリンピック冬季大会においては知的障害者の競技種目は採用されなかった。
仁川2014年アジアパラ競技大会には男女合わせて285名の選手が派遣された。しかし、その内本連盟からの派遣選手の人員や競技種目などの詳細について公表はしていない。だが競技結果の報道から陸上競技は男子6名女子7名の13名、水泳には男子8名女子4名の12名、卓球に男女各3名で6名が派遣されていることが知れる。

## 沿革

### 日本知的障害者スポーツ連盟
- 2000年 - 設立
- 2003年 - NPO法人化
- 2012年 - ロンドンパラリンピックに陸上競技と水泳、卓球の日本代表選手団を派遣
- 2014年 - インチョンアジアパラ競技大会に陸上競技と水泳、卓球の日本代表選手団を派遣。
- 2018年 - 解散。

## 加盟団体
- 日本知的障害者水泳連盟
- 日本知的障がい者陸上競技連盟
- 日本知的障害者スキー協会
- 日本知的障がい者卓球連盟
- 日本知的障がい者サッカー連盟
- 日本IDバレーボール連盟
- 日本FIDバスケットボール連盟
- 日本障害者フライングディスク連盟
- 日本知的障がい者フットベースボール連盟
- 日本知的障がい者ソフトボール連盟